# Mémoria

Mémoria est un roman de science-fiction de Laurent Genefort, paru en 2008 chez Le Bélial', avec une illustration de Manchu  (ISBN 978-2-84344-085-4).

## Résumé
Le roman est composé de trois parties et d'un épilogue. Le récit est raconté à la première personne du singulier, sous la forme d'une autobiographie.

### «Première partie»
Chapitres 1 à 8.
Le narrateur est un tueur à gages, plusieurs fois centenaire, accompagné d'un artefact qui lui permet de transférer sa mémoire dans n'importe quel corps, récupérant aussi les souvenirs de son hôte. Ainsi il peut se faire passer pour qui et par conséquent remplir ses contrats avec facilité.
Le problème est que des rêves et des souvenirs l'assaillent de plus en plus violemment après chaque nouveau transfert. Seules les « mémorias » (d'où le titre du roman), qui sont des souvenirs choisis qu'il s'injecte dans les veines, peuvent le tenir à distance de ces crises.
Le récit débute sur la planète Kuiper Prime où il s'est incarné dans le corps du médecin personnel d'un baron de la pègre locale dont les « Multimondiales » ont décidé la mort. Sur la planète Ramanouri, il doit infiltrer les plus hautes sphères du pouvoir théocratique. Enfin sur sur Stribolg, il projette de supprimer le dictateur local, l'homme le mieux protégé de la planète.

### «Deuxième partie»
Chapitres 9 à 15.

### «Troisième partie»
Chapitres 16 à 21.